# 김민서 (바둑 기사)
김민서(金珉舒, 2007년 7월 10일 ~ )는 대한민국의 바둑 기사이다.

## 약력
대구 출신으로 하림배 아마국수전에서 2연패를 했고, 지지옥션배 숙녀팀 대표로 활약했다. 이후 2021년 6월, 제55기 여자입단대회를 통해 장은빈, 이슬주와 함께 프로바둑에 입단했다. 2022년에 2단으로 승단했다.